# Ballinhassig

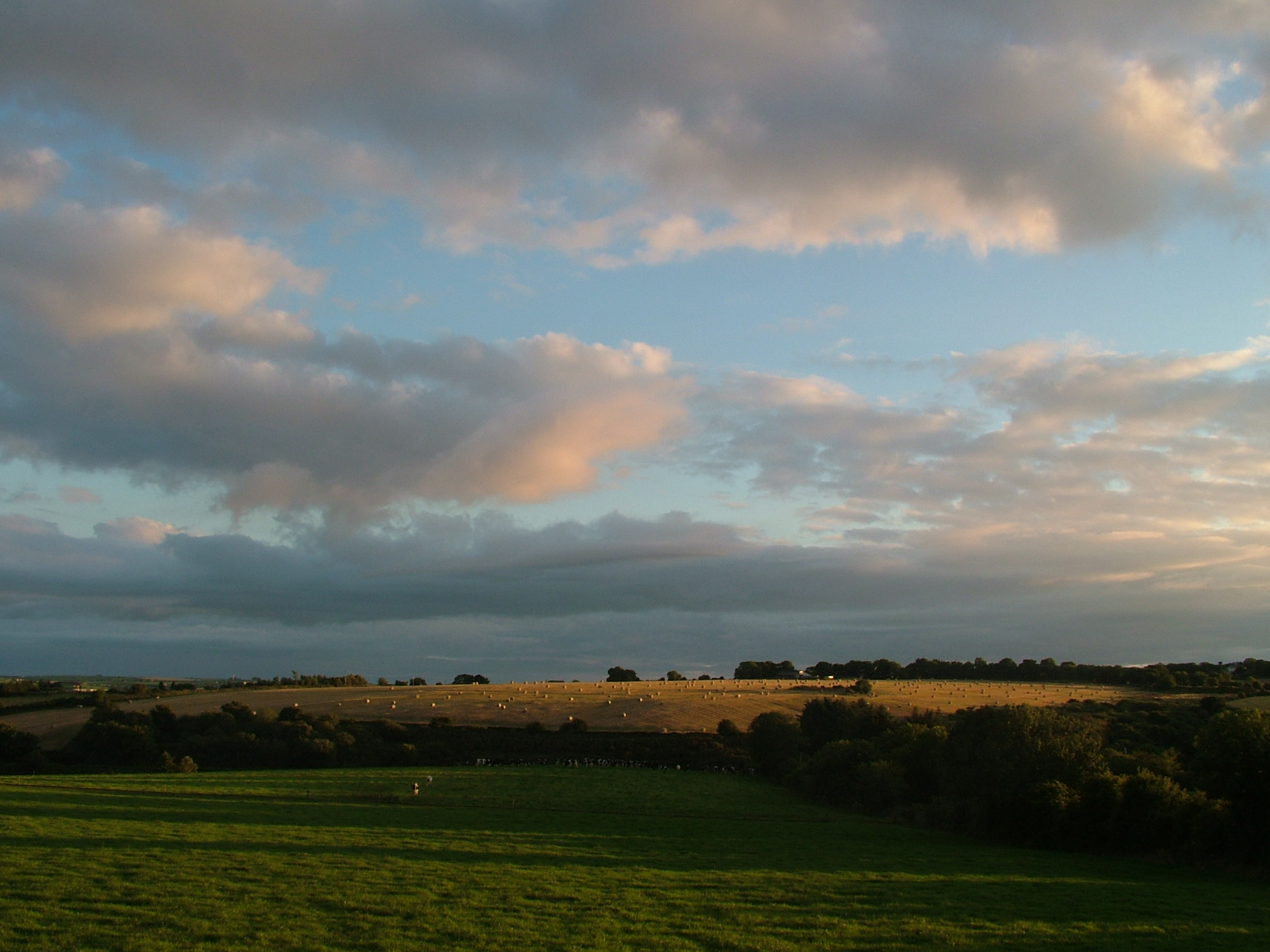
Ballinhassig

Ballinhassig (iriska: Béal Átha an Cheasaigh) är en ort i Cork på Irland, belägen cirka 11 kilometer söder om Cork, strax bredvid N71 och inte långt ifrån källan till floden Owenabue.